# فانو (مترو باريس)
فانو (بالفرنسية: Vaneau)‏ هي محطة مترو تابعة لمترو باريس تقع في فرنسا في الدائرة السادسة في باريس.[بحاجة لمصدر]